# Kronborg
Kronborg er et slot og fæstningsanlæg i Helsingør. Slottet er et af Nordeuropas mest betydningsfulde renæssanceslotte og blev i år 2000 medtaget på UNESCOs Verdensarvsliste.
Slottet ligger på Sjællands yderste spids, hvor Øresund er smallest, en strategisk vigtig beliggenhed der gjorde det muligt at kontrollere indsejlingen til Østersøen gennem Øresund.
Kronborgs historie kan føres tilbage til fæstningen Krogen, der blev opført af Erik af Pommern i 1420'erne. Sammen med Helsingborg Slot på den anden side af Øresund, kunne fæstningen kontrollere indsejlingen til Østersøen og sikre opkrævningen af told af de forbisejlende skibe. Fra 1574 til 1585 ombyggede Frederik 2. den middelalderlige borg til et storslået renæssanceslot. Store dele af slottet blev ødelagt af en brand i 1629, men det blev efterfølgende genopført af Christian 4. I 1658 blev Kronborg belejret og erobret af en svensk hær, der efterfølgende tog en stor del af slottets kunstværker og interiør som krigsbytte. I 1785 ophørte slottet med at fungere som kongelig residens og blev indrettet som kaserne. Militæret forlod selve slottet i 1923 og slottets areal i 1991. Efter en grundig restaurering blev Kronborg åbnet for offentligheden i 1938.

## Historie

### Krogen
I 1420'erne begyndte den danske konge, Erik af Pommern, at opkræve en særlig sundtold af de forbisejlende skibe. For at understøtte denne opkrævning lod han opføre en stærk fæstning ved navn Krogen på det sted, hvor Kronborg nu ligger. Fæstningen bestod af en række huse bag en kvadratisk fæstningsmur, der svarede nogenlunde til det nuværende slots ydre omkreds.
Siden opførelsen blev Krogen udbygget løbende, og Christian 3. havde planer for en større ombygning af borgen, der dog ikke blev realiseret.

### Frederik 2.s Kronborg
Efter sin sejr over Sverige i Den Nordiske Syvårskrig i 1570 besluttede Frederik 2. at bygge borgen helt om. Ombygningen til en nyt slot i renæssancestil med fire fløje begyndte i 1574, og blev ledet af de nederlandske bygmestre Anthonis van Obbergen og Hans van Paeschen, der også skabte fæstningen med fire bastioner. I 1577 fik slottet sit nye navn, og i 1585 stod det nye slot færdigt. Umiddelbart fremtræder Kronborg som et på den tid helt igennem nybygget slot, men indendørs er der mange mure fra Krogens tid, og flere steder er der blændede vinduesåbninger mellem to rum, trappetrin, der ingen steder fører hen m.m.
At Kronborg oprindeligt var planlagt trefløjet kan ses i fløjenes bredde; den østlige fløj er noget smallere end resten, og består faktisk kun af lange gallerier, der skaber en indendørs forbindelse mellem de kongelige gemakker i nordfløjen og slotskirken og dansesalen i sydfløjen.
Det nye slot blev udstyret med et overdådigt interiør. Til udsmykning af Dansesalen blev der udført en serie gobeliner af høj kvalitet, Kronborgtapeterne, der forestiller den danske kongerække fra sagnkongerne frem til Frederik 2. Serien indeholdt oprindeligt i alt 43 gobeliner, og blev udført i Helsingør af indkaldte nederlandske vævere. Kun 15 af disse gobeliner er bevaret, hvoraf 7 hænger på Kronborg og 8 på Nationalmuseet i København. De kan genkendes på at den blå bort i hver gobelins nederste venstre hjørne indeholder en gylden krone og et B som mærke for Kronborg.

### Branden i 1629
Natten til 24. september 1629 brændte Kronborg som resultat af to håndværkeres skødesløshed. Det meste af interiøret blev ødelagt ved branden, og kun slotskirken overlevede nogenlunde uskadt takket være dens solide loftshvælvinger. Også Kronborgtapeterne slap uskadt fra branden, da de ikke havde været ophængt i Dansesalen, da slottet brændte.
I 1630'erne genopførte Christian 4. Kronborg. I det ydre blev slottet stort set genopført i sin oprindelige form, mens det i det indre blev udstyret med et nyt interiør. Enkelte dele af Christian 4.s interiør, som loftsmalerier, kaminer og udskårne døre, findes stadig på Kronborg i dag.

### Karl Gustav-krigene
Under Karl Gustav-krigene blev Kronborg i 1658 belejret og indtaget af Karl 10. Gustavs tropper. Under den efterfølgende besættelse fra 1658 til 1660 blev slottet plyndret af både tyske og svenske soldater, og slottets interiører udsat for store ødelæggelser. Skulpturer, springvand og malerier blev stjålet. En uvurderlig genstand blandt de røvede ting var kong Frederik 2.s bordhimmel, en betydningsfuld gobelin (en slags baldakin) vævet i uld og silke med guld- og sølvtråde. Svenskerne har ikke brugt den, fordi Frederik 2. og dronning Sophie af Mecklenburgs våbenskjolde var indvævet på et iøjnefaldende sted som symbol på kongens magt. Frederik 2.s bordhimmel er normalt udstillet på Nationalmuseum i Stockholm, men kunne fra 24. april 2012 og fire år frem opleves på Kronborg.

### Kronborg som fæstning
Efter Karl Gustav-krigene genvandt Kronborg aldrig helt sin betydning som kongeslot, og blev i stigende grad anvendt og udbygget som fæstningsanlæg.
I 1772 sad Dronning Caroline Mathilde fængslet på Kronborg efter Johan Friedrich Struensees fald, indtil hun blev hentet af et engelsk orlogsskib og sejlet til den britiske besiddelse Hannover i Tyskland.
I slutningen af 1700-tallet blev Kronborg helt opgivet som kongebolig, og militæret fik lokaler i de tidligere kongelige gemakker på slottet, der nu blev brugt som kaserne.
Med ophævelse af Øresundstolden i 1857 på grund af pres fra USA mistede Kronborg størstedelen af sin militære betydning. I 1924 forlod militæret selve slotsbygningen, og 1991 rykkede militæret fuldstændig ud af slotsområdet.

## Kulturel betydning

### Holger Danske
Holger Danske var en legendarisk dansk kriger og ridder i Karl den Stores hær. Ifølge legenden sover han i kældrene under Kronborg, men vågner op til dåd og redder Danmark, hvis landet skulle komme i fare.
I kasematterne under Kronborg findes en statue af Holger Danske udført af H.P. Pedersen-Dan i 1907.

### Hamlet
Shakespeares skuespil Hamlet er henlagt til slottet i Elsinore; det engelske navn for Helsingør.

### Andet
I 1915 åbnede Handels- og Søfartsmuseet med udstilling på slottet. Museet belyste dengang Danmarks søfartshistorie fra oldtiden til i dag. Senere er museets fokus skiftet til dansk handelssøfart fra middelalderen og til nutiden. Museet, der i mellemtiden har skiftet navn til Museet for Søfart, lukkede i 2012 sine lokaler på Kronborg for at forberede flytningen til sin nye museumsbygning på det tidligere Helsingør Værft, der åbnede i 2013.
Kronborg er en del af Helsingørs ambitiøse projekt Kulturhavn Kronborg
sammen med Kulturværftet, Museet for Søfart, og Helsingør Havn (de).

## Kronborgs kommandant
Embedet som Kronborgs kommandant blev oprettet i 1582 af kong Frederik II, der ønskede at sikre Danmarks magt i Øresund, og behøvede en militærperson til at lede Kronborgs forretninger og styre tolden.
Kommandanten havde ansvaret for drift og vedligehold af slottet, og var samtidig den øverste officer og embedsmand på kongeslottet. Han havde ansvaret for rekruttering af soldater i Nordsjælland og sørge for fæstningens forsyning af våben.
Kongen udpegede selv kommandanterne af dels sin egen familie og dels af landets adelsfamilier.
En uheldig kommandant var Poul Beenfeldt (1612-1676), der overgav slottet til svenskerne under den Anden Karl Gustav-krig efter blot tre ugers belejring. Beenfeldt flygtede til Lybeck, og den rasende kong Frederik III fik både ham og hans næstkommanderende dømt til døden in absentia. General Hans Schack gik i forbøn for ham, og han fik lov til at vende tilbage til landet, men mistede sin bestalling som officer.
Denne liste er ufuldstændig; hjælp gerne med at udfylde den.
| Navn                              | Periode                               |
| --------------------------------- | ------------------------------------- |
| Eskild Andersen                   | 1582 – 1597                           |
| Christian Albrecht Rantzau        | 1597 – 1603                           |
| Oluf Ebbesen Lunge                | 1603 – 1614                           |
| Henrik Lykke                      | 1614 – 1641                           |
| Hans Ulrik Gyldenløve             | 1641 – 1645                           |
| Holger Vind                       | 1645 – 1652                           |
| Otto Skade                        | 1652 – 1. august 1658                 |
| Poul Beenfeldt                    | 1. august 1658 – 6. juli 1660         |
| Eiler Holck                       | 6. juli 1660 – 16. marts 1672         |
| Carl Henrich von der Osten        | 16. marts 1672 – 1. juni 1675         |
| Ulrik von Dewitz                  | 1. juni 1675 – 25. februar 1676       |
| Barthold von Bülow                | 25. februar 1676 – 3. april 1676      |
| Conrad Wichmann                   | 3. april 1676 – 2. maj 1676           |
| Carl Henrich von der Osten        | 2. maj 1676 – 12. juli 1677           |
| Hartvig Asche Schack              | 12. juli 1677 – 10. oktober 1678      |
| Johan Didrik Wetberg              | 10. oktober 1678 – 10. oktober 1679   |
| Carl Henrich von der Osten        | 10. oktober 1679 – 18. november 1685  |
| Jacob Geveke                      | 18. november 1685 – 8. september 1694 |
| Hans Erasmus von der Pfordten     | 8. september 1694 – 22. december 1712 |
| Michael Christopher von Schnitter | 22. december 1712 – 30. juli 1725     |
| Hans Philip Pretorius             | 30. juli 1725 – 24. december 1732     |
| Ditlev Revenfeld                  | 24. december 1732 – 10. november 1742 |
| Johan Frederik Brockenhuus        | 10. november 1742 – 2. februar 1748   |
| Gustav Grüner                     | 2. februar 1748 – 17. marts 1759      |
| Johan Georg Moltke                | 17. marts 1759 – 16. januar 1765      |
| Andreas Hauch                     | 16. januar 1765 – 6. december 1780    |
| Carl Johan Christian von Bessel   | 6. december 1780 – 4. august 1788     |
| François Jacques Xavier d'Aubert  | 4. august 1788 – 27. december 1793    |
| Ezechias Hinrich Stricker         | 27. december 1793 – 16. maj 1811      |
| Hans Ulrich Moritz von Scheel     | 16. maj 1811 – 1. februar 1829        |
| Frederik Ohlrogge                 | 1. februar 1829 – 1. februar 1839     |
| Gustav Joachim Michaelsen         | 1. februar 1839 – 30. december 1839   |
| Harald Rothe                      | 30. december 1839 – 16. november 1848 |
| Louis Paul Renouard               | 1. februar 1849 – 1. februar 1856     |
| Niels Christian Lunding           | 1. februar 1856 – 1. oktober 1867     |
| Johan Ditlev Høst                 | 1. oktober 1867 – 21. april 1868      |
| Julius Theodor Hein               | 21. april 1868 – ?                    |
| Johan Cornelius Krieger           | 18?? – 18??                           |
| Sophus Wilhelm Vandall Pfaff      | 1886 – 1891                           |
| Hans Walter Harbou                | 1906 – 1911                           |